# Dirty Laudry
«Dirty Laundry» es una canción grabada por la cantante estadounidense Kelly Rowland, por su cuarto álbum de estudio, Talk a Good Game. Coescrita y producida por The Dream. Fue lanzado como segundo sencillo de álbum y fue lanzado en forma digital el 21 de mayo 2013 por Republic Records. El registro es una franqueza documenta el momento en la vida de Rowland después del lanzamiento de su álbum debut Simply Deep (2002); Rowland habla de su ex compañero de banda, la envidia de éxito en solitario de Beyoncé Knowles y la violencia doméstica que sufrió durante una relación anterior. Los críticos elogiaron la escasa Piano melody-led, así como la apertura de Rowland por su celo de Knowles y el mensaje inspirador de dejar una relación abusiva. El remix oficial cuenta con una nueva introducción de Rowland y flamantes versos de R. Kelly. 

## Antecedentes
Tras el lanzamiento de su tercer álbum de estudio, Rowland comenzó a trabajar en su próximo cuarto álbum de estudio. Ella dijo: "Yo estoy en el estudio. Man, que ha sido tan divertido . Me hubiera gustado que algunos de mis fans podrían estar ahí para eso ... [lo] he grabado un montón de momentos para mis fans". 
Rowland comenzó oficialmente la campaña de Talk a Good Game con el lanzamiento del primer sencillo, "Kisses Down Low" en febrero de 2013. "Kisses Down Low" alcanzó el número 25 en Hot R&B/Hip-Hop Songs y el número 72 en Billboard Hot 100. "Dirty Laundry", fue escrito en colaboración con el cantante y productor estadounidense The Dream, quien dijo que quería impulsar Rowland fuera de su zona de confort, "Quiero [ó] para escribir [su] una canción para que las personas sepan exactamente quién [es], debajo de todo". Él le dijo a Billboard: "Cuando se tiene un escenario como Kelly, debe hablar acerca de esa parte de su vida. Creo que el camino de Kelly más profundo que eso". 

## Composición
"Dirty Laundry" es una balada R&B "confesional", en torno a "carretes mermelada R&B" y melodía dirigida. En él se detallan una "franca ya menudo conmovedora comentarios" en la vida de Rowland, centrándose especialmente en su tiempo tras el lanzamiento de su álbum debut, Simply Deep, en 2002. "Dirty Laundry" se construye en capítulos, cada detalle de una parte diferente de la vida de Rowland. Durante una entrevista con Billboard revista, Rowland describió cómo emocional que era para ella para grabar la canción. Según el Billboard tomó Rowland "casi una docena necesita para establecer su voz sin llorar", y que durante la reciente album sesiones de escucha para Republic Records , que "tuvo que dejar la habitación antes de que se tocó la canción".

## Track listing
Digital download
1. "Dirty Laundry" – 5:29

Clean radio edit
1. "Dirty Laundry" – 3:58

## Chart performance
| Chart (2013)                           | Peak position |
| -------------------------------------- | ------------- |
| Canada Urban Airplay (Nielsen BDS)     | 15            |
| Estados Unidos (Hot R&B/Hip-Hop Songs) | 47            |